# ルッカ県 (ウガンダ)
ルッカ県(ルッカけん、英語：Luuka District)はウガンダの東部地域西部の県。
2014年の人口は24万1453人。
県都はルッカ・タウン。

## 地理
- 北：ブイェンデ県
- 北東：カリロ県
- 東：イガンガ県
- 南：マユゲ県
- 南西：ジンジャ県
- 北西：カムリ県

県都ルッカ・タウンは、道なりでイガンガの北西約33kmに位置する。

## 歴史
1737年、ブソガ王国に属する5つの公国の1つとして、ルッカ公国が建国された。
統治者は伝統的に「タビングワ」と呼ばれた。
1896年、イギリスのブソガ保護領の1部となった。
2010年7月1日、イガンガ県西部のルッカ郡を割いてルッカ県を新設した。

## 人口
- 1991年：13万400人
- 2002年：18万5500人
- 2012年：26万900人[3]
- 2014年：24万1453人